# Caribeopsyllus chawayi
Caribeopsyllus chawayi is een eenoogkreeftjessoort uit de familie van de Thaumatopsyllidae. De wetenschappelijke naam van de soort is voor het eerst geldig gepubliceerd in 1998 door Suárez-Morales, In: Suárez-Morales & Castellanos.